# Remigia uniformis
Remigia uniformis là một loài bướm đêm trong họ Erebidae.